# Leemberg (helling)
De Leemberg is een helling gelegen op de steilrand van de Brabantse Wal nabij Ossendrecht in het zuidwesten van de Nederlandse provincie Noord-Brabant. Op de top ligt de gelijknamige buurtschap Leemberg.

## Wielrennen
De helling wordt opgenomen in de Wielerronde van Ossendrecht.